# Balbino Jaramillo
Balbino Jaramillo (nascido em 15 de maio de 1951) é um ex-ciclista colombiano. Representou seu país, Colômbia, no ciclismo nos Jogos Olímpicos de Verão de 1984.